# Жуан Віржинія
Жуа́н Мануе́л Не́віш Віржи́нія (порт. João Manuel Neves Virgínia; нар. 10 жовтня 1999, Фару) — португальський футболіст, воротар клубу «Спортінг».

## Клубна кар'єра

### «Евертон»
Почав займатися футболом в системі лісабонської «Бенфіки», а у серпні 2015 року перебрався до академії лондонського «Арсенала».
В серпні 2018 року підписав трирічний контракт з «Евертоном», де почав виступати за молодіжний склад.
11 липня 2019 року відправився в сезонну оренду в «Редінг». 5 січня 2020 року достроково повернувся з оренди в «Евертон».
16 вересня 2020 року дебютував в основному складі «Евертона» в матчі Кубка ліги проти «Солфорд Сіті». 22 вересня того ж року продовжив контракт з клубом до червня 2024 року. 13 березня 2021 року в поєдинку проти «Бернлі» дебютував в англійській Прем'єр-лізі, вийшовши на заміну травмованому Джордану Пікфорду.

#### Оренда в «Спортінг»
25 серпня 2021 року повернувся в Португалію, де на правах оренди перейшов в «Спортінг» до кінця сезону. 15 жовтня 2021 року в матчі Кубка Португалії проти «Белененсеша» дебютував за «Спортінг». 7 грудня того ж року в поєдинку Ліги чемпіонів УЄФА проти нідерландського «Аякса» дебютував у єврокубках. 14 травня 2022 року в матчі проти «Санта-Клари» дебютував у Прімейра-лізі. Всього провів за «Спортінг» 8 зустрічей в усіх турнірах, пропустивши 7 голів. Окрім цього в складі команди став володарем Кубка португальської ліги.

#### Оренда в «Камбюр»
8 липня 2022 року орендований на сезон в нідерландський «Камбюр». 6 серпня 2022 року дебютував за нову команду в матчі Ередивізі проти «Ексельсіора». Всього за час оренди зіграв у 18 поєдинках, в яких пропустив 29 м'ячів. Окрім цього увійшов до команди місяця Ередивізі за листопад 2022 року.
9 липня 2023 року продовжив контракт з «Евертоном» до червня 2025 року.

### «Спортінг»
Влітку 2025 року повернуся в Португалію, підписавши 25 липня трирічний контракт з лісабонським «Спортінгом».

## Кар'єра в збірній
Виступав за збірні Португалії до 16, до 17, до 18, до 19, до 20 і до 21 року. У квітні 2016 року потрапив в заявку збірної до 17 років на юнацький чемпіонат Європи, що проходив в Азербайджані. На турнірі був запасним воротарем і на поле не виходив, а португальці здобули золоті медалі, перемігши у фінальній грі іспанців у серії післяматчевих пенальті.
2018 року в складі збірної до 19 років виступав на юнацькому чемпіонаті Європи у Фінляндії. На турнірі зіграв у півфінальному матчі проти України та у фіналі проти Італії, де португальці здобули перемогу в екстратаймі.
У березні 2021 року потрапив в заявку збірної до 21 року на молодіжний чемпіонат Європи, що проходив в Угорщині та Словенії. На цьому турнірі був запасним, не зігравши жодної хвилини, а португальці дійшли до фіналу, де у підсумку поступились німцям.

## Статистика виступів
Станом на 26 лютого 2025 
| Клуб              | Сезон             | Чемпіонат         | Чемпіонат | Чемпіонат | Кубок | Кубок | Кубок ліги | Кубок ліги | Єврокубки | Єврокубки | Інші  | Інші | Всього | Всього |
| Клуб              | Сезон             | Дивізіон          | Матчі     | Голи      | Матчі | Голи  | Матчі      | Голи       | Матчі     | Голи      | Матчі | Голи | Матчі  | Голи   |
| ----------------- | ----------------- | ----------------- | --------- | --------- | ----- | ----- | ---------- | ---------- | --------- | --------- | ----- | ---- | ------ | ------ |
| Евертон (мол.)    | 2018–19           | —                 | —         | —         | —     | —     | —          | —          | —         | —         | 1     | 0    | 1      | 0      |
| Евертон           | 2019–20           | Прем'єр-ліга      | 0         | 0         | 0     | 0     | 0          | 0          | —         | —         | —     | —    | 0      | 0      |
| Евертон           | 2020–21           | Прем'єр-ліга      | 1         | 0         | 1     | –2    | 1          | 0          | —         | —         | —     | —    | 3      | –2     |
| Евертон           | 2023–24           | Прем'єр-ліга      | 0         | 0         | 3     | –2    | 0          | 0          | —         | —         | —     | —    | 3      | –2     |
| Евертон           | 2024–25           | Прем'єр-ліга      | 0         | 0         | 1     | 0     | 1          | –1         | —         | —         | —     | —    | 2      | –1     |
| Евертон           | Всього            | Всього            | 1         | 0         | 5     | –4    | 2          | –1         | 0         | 0         | 0     | 0    | 8      | –5     |
| → Редінг          | 2019–20           | Чемпіоншип        | 2         | –5        | 0     | 0     | 1          | 0          | —         | —         | —     | —    | 3      | –5     |
| → Спортінг        | 2021–22           | Прімейра-ліга     | 1         | 0         | 4     | –2    | 2          | –1         | 1         | –4        | —     | —    | 8      | –7     |
| → Камбюр          | 2022–23           | Ередивізі         | 17        | –28       | 1     | –1    | —          | —          | —         | —         | —     | —    | 18     | –29    |
| Спортінг          | 2025–26           | Прімейра-ліга     | 0         | 0         | 0     | 0     | 0          | 0          | 0         | 0         | 0     | 0    | 0      | 0      |
| Всього за кар'єру | Всього за кар'єру | Всього за кар'єру | 21        | –33       | 10    | –7    | 5          | –2         | 1         | –4        | 1     | 0    | 38     | –46    |

1. ↑  Матчі в Трофеї Футбольної ліги
2. ↑  Матчі в Лізі чемпіонів УЄФА

## Досягнення
«Спортінг»
- Володар Кубка португальської ліги: 2020–21[39]

Збірна Португалії (до 17)
- Переможець юнацького чемпіонату Європи (до 17 років): 2016[40]

Збірна Португалії (до 19)
- Переможець юнацького чемпіонату Європи (до 19 років): 2018

Особисті
- Команда місяця Ередивізі: листопад 2022[41]